# Harry C. Schnur
Harry C. Schnur (latinisiert C. Arrius Nurus; * 24. Februar 1907 in Berlin; † 21. Februar 1979 in Hongkong) war ein jüdischer deutsch-US-amerikanischer Altphilologe, Mittel- und Neulateiner sowie Übersetzer.

## Leben
Schnur wurde als Kind jüdischer Eltern in Berlin geboren. Nachdem er 1925 am Berliner Grunewald-Gymnasium als Jahrgangsbester das Abitur abgelegt hatte, studierte er zunächst Jura sowie nebenbei Klassische Philologie und erwarb 1929 an der Universität Leipzig den Doktor iur. Mit einem Studium der Wirtschaftswissenschaften an der London School of Economics bereitete er sich für eine Tätigkeit in der Tabakbranche vor, in der bereits sein Vater, der ursprünglich aus Baranów in Galizien stammende David Schnur (1882–1948), tätig und als Teilhaber der Reemtsma Cigarettenfabriken GmbH zu Vermögen und Wohlstand gelangt war. Die Mutter, Else Neumann (1886–1965), stammte aus Wien. Ursprünglich hatte daher auch Schnur wie seine Eltern die österreichische Staatsbürgerschaft. 1932 heiratete er die Hamburgerin Claire Müller. Aus dieser Ehe gingen vier Kinder hervor.
1935 emigrierte er auf Warnungen der Familie Reemtsma hin in die Niederlande und  arbeitete in Amsterdam für die Zionistische Bewegung. 1940 gelang ihm noch vier Tage nach dem deutschen Überfall auf die Niederlande im Zweiten Weltkrieg mit seiner  Familie die Flucht nach England. 1947 emigrierte er nach New York, wo seine Eltern bereits zuvor Zuflucht vor der rassistischen Verfolgung durch das NS-Regime gesucht hatten. Hier war er u. a. als Journalist und Übersetzer tätig. Von 1952 bis 1956 studierte er nach dem Tode seiner ersten Frau († 1951) an der New York University Klassische Philologie und erwarb mit der Dissertation The age of Petronius den Ph.D., die Arbeit blieb unpubliziert. Er lehrte an verschiedenen Universitäten New Yorks und in New Rochelle, bevor er nach Deutschland zurückkehrte, wo er am Eberhard-Ludwigs-Gymnasium in Stuttgart und als Gastprofessor an der Universität Tübingen lehrte. 1968 heiratete er seine zweite Frau, Rhoda R. Dorner, mit der er eine Tochter hatte. 1973 zog die Familie nach St. Gallen in der Schweiz. 1979 starb Harry C. Schnur während einer Weltreise in Hongkong.
Schnur war ein Übersetzer von altgriechischen (Theokrit) und klassisch lateinischen (Juvenal, Petron, Vergil, Fabeln, Martial) wie neulateinischen Texten (Johannes Reuchlin, Jakob Wimpfeling und weiteren Humanisten) in die deutsche Sprache. Zu seinen Steckenpferden gehörte das Verfassen neulateinischer Literatur. So schrieb er zum Beispiel einen Text in lateinischer Sprache über den Tag des Baus der Berliner Mauer am 13. August 1961, den er in Berlin erlebte. Das Büchlein wurde 2011 vom Abgeordnetenhaus Berlin aufgelegt. Er ist zudem Verfasser zahlreicher lateinischer Gedichte und gilt als einer der bedeutendsten lateinischen Dichter der neueren Zeit.

## Veröffentlichungen (Auswahl)
Schriftenverzeichnis
- Eine vollständige Bibliographie findet sich zusammengestellt von Gilbert Tournoy und K. L. Weitzel in: Pegasus devocatus. Studia in honorem C. Arri Nuri sive Harry C. Schnur. Accessere selecta eiusdem opuscula inedita. Leuven University Press, Leuven 1992, ISBN 90-6186-474-7, (online), S. 8–70.

Eigene Dichtungen
- 1962: Pegasus tolutarius. Sanderus, Oudenarde 1962.
- 1969: Carmen heroico-macaronicum. Lateinisch-deutsch.
- 1977: Pegasus claudus (= Vox latina, Ergänzungsband 1). Universität Saarbrücken, Saarbrücken 1977.
- 1992: Pegasus devocatus. Studia in honorem C. Arri Nuri sive Harry C. Schnur. Accessere selecta eiusdem opuscula inedita Leuven University Press, Leuven, ISBN 90-6186-474-7, (online)
- 2011: C. Arrius Nurus: Vallum Berolinense. Menippea. Ein Exilberliner erlebt den Mauerbau, herausgegeben und übersetzt von Fritz Felgentreu. 2. Auflage. Abgeordnetenhaus von Berlin, Berlin 2011, ISBN 978-3-922581-03-1

Herausgeberschaften und Übersetzungen
- 1946: Ernst Sommer, Revolt of the Saints, deutsch-englisch (Revolte der Heiligen), Alliance Press Ltd, London
- 1967: Lateinische Gedichte deutscher Humanisten (Reclams Universalbibliothek 8739/45). Lateinisch-deutsch. Reclam, Stuttgart.
  - 1998: 2. Auflage als Reclams Universalbibliothek 8739: Reclam, Stuttgart, ISBN 3-15-008739-2.
  - 2015: 3. Auflage als Reclams Universal-Bibliothek 19289 mit einem Nachwort von Hermann Wiegand: Reclam, Stuttgart, ISBN 978-3-15-019289-4.
- 1969: als Übersetzer, mit einer Einführung und einem Anhang: Satiren/Juvenal. Reclam Universal-Bibliothek No. 8598/8600, Stuttgart.
  - 1994 als Nachdruck: Reclam, Stuttgart, ISBN 3-15-008598-5.
  - 2013 als Nachdruck: als Übersetzer mit Einführung und Anhang: Iuvenalis, Decimus Iunius: Satiren. Reclam, Stuttgart, ISBN 978-3-15-008598-1.
- 1970: als Übersetzer und Herausgeber: Henno von Johannes Reuchlin, lateinisch-deutsche Komödie. Reclam Universal-Bibliothek No. 7923, Stuttgart, ISBN 3-15-007923-3.
  - 1995: als Herausgeber und Übersetzer: Johannes Reuchlin: Henno, lateinisch und deutsch. Reclams Universal-Bibliothek (Nachdruck) Nr. 7923, Stuttgart, ISBN 3-15-007923-3.
- 1971: als Übersetzer und Herausgeber: Stylpho/Jakob Wimpheling. Lateinisch-deutsch. Reclam Universal-Bibliothek Nr. 7952, Stuttgart, ISBN 3-15-007952-7.
- 1975: Theokrit. Knödler, Reutlingen, ISBN 3-7749-2306-X.
- 1978: als Herausgeber: Die Hirtenflöte. Bukolische Dichtungen von Vergil bis Geßner. Reclams Universal-Bibliothek No. 690, Leipzig.
- 1984: mit Rainer Kößling: Galle und Herz. Humanistenepigramme, zweite Auflage. Reclam, Leipzig.
- 1987: Übersetzung und mit Erläuterungen versehen: Petronius. Ein römischer Schelmenroman, mit Bibliografie. Reclam, Stuttgart, ISBN 3-15-008533-0.
- 1988: als Übersetzer und Herausgeber (Neudruck): Vergil, Hirtengedichte (Bucolica). Reclams Universal-Bibliothek Nr. 637, Stuttgart, ISBN 3-15-000637-6.
- 2004: als Herausgeber und Übersetzer: Fabeln der Antike, deutsch, griechisch und lateinisch. Albatros, Düsseldorf, ISBN 3-491-96124-6.
- 2010: ausgewählt, übersetzt und erläutert: Martial. Epigramme. Reclam, Stuttgart, ISBN 978-3-15-019802-5.

Monographien
- 1943: Teuton Torturers. A Pictorial Record of 1000 Years of Persecution in Germany. Alliance Press, London 1943.
- 1949: Mystic Rebels. Apollonius Tyonaeus, Jan van Leyden, Sabbatai Zevi, Cagliostro. Beehurst Press, New York City 1949. Neuauflage 1995: Kessinger Publishing.